# Schwarzkopftenrek
Der Schwarzkopftenrek (Hemicentetes nigriceps), teilweise auch Schwarzkopftanrek oder Schwarzkopf-Streifentenrek, ist eine Säugetierart aus der Gattung der Streifentenreks innerhalb der Familie der Tenreks (Tenrecidae). Er kommt endemisch auf Madagaskar vor und bewohnt dort feuchte Waldlandschaft der mittleren und höheren Gebirgslagen im zentralen und südöstlichen Teil der Insel. Teilweise tritt er auch oberhalb der Baumgrenze auf und ist ebenso in landwirtschaftlich überprägten Regionen zu finden. Charakteristisch neben der lang ausgezogenen Schnauze und dem Streifenmuster sind die borstenartigen bis stacheligen Haare, die den Tieren ein igelartiges äußeres Erscheinungsbild verleihen. Eine Gruppe besonders großer Stacheln am Hinterleib bilden ein Stridulationsorgan, das rasselnde Töne erzeugt und der Kommunikation dient. Die Lebensweise des Schwarzkopftenreks ist relativ gut erforscht. Er lebt nachtaktiv und gräbt unterirdische Baue. Seine Ernährung basiert fast ausschließlich auf Regenwürmern, die unter Blätterabfall gesucht werden. Über das Sozialsystem liegen allerdings kaum Informationen vor, wahrscheinlich ist es weniger komplex als beim nahe verwandten Eigentlichen Streifentenrek. Weibchen bringen einen Wurf mit bis zu acht Jungtieren zur Welt. Die Individualentwicklung des Nachwuchses erfolgt sehr schnell. Die Art wurde im Jahr 1875 wissenschaftlich beschrieben. Im Verlauf des 20. Jahrhunderts galt sie teilweise als Unterart des Eigentlichen Streifentenreks. Der Bestand wird als nicht gefährdet eingestuft.

## Merkmale

### Habitus
Der Schwarzkopftenrek ist ein mittelgroßer Vertreter der Tenreks. Er erreicht eine Kopf-Rumpf-Länge von 12,0 bis 16,0 cm, in Ausnahmefällen bis 18,0 cm, der Schwanz bildet nur einen kurzen Stummel. Das Gewicht variiert von 70 bis 160 g. Die Art ist damit etwas kleiner als der nahe verwandte Eigentliche Streifentenrek (Hemicentetes semispinosus). Kennzeichnend für die Tiere sind ein igelartiges äußeres Erscheinungsbild, die langgezogene, vorn spitz zulaufende Schnauze und die gestreifte Fellzeichnung. Das Fell besteht beim Schwarzkopftenrek auf der Rückenseite aus drei weißen Streifen, die die schwarzbraune Grundfarbe unterbrechen. Die Borsten und Stacheln in den hellen Streifen werden durchschnittlich größer und dicker als im dunklen Fell, sie sind am Nacken mit 22 bis 30 mm Länge besonders stark ausgeprägt und können im Laufe der Zeit ausgetauscht werden. Eine Ausnahme bildet eine engstehende Gruppe von 7 bis 17, durchschnittlich 11 Stacheln in meist drei Reihen am Hinterteil, die eine Fläche von etwa 1 cm² bedecken und als Stridulationsorgan bezeichnet werden. Die Stacheln können durch Anspannung der subdermalen Muskulatur gegeneinander gerieben werden und erzeugen so ein rasselndes Geräusch, das der Kommunikation dient. Der Schwarzkopftenrek besitzt eine deutlich dichtere Unterwolle als der Eigentliche Streifentenrek, wodurch sein Fell insgesamt weicher wirkt und die Stacheln am Rücken aus diesem herausragen. Das Fell der Unterseite ist cremefarben bis weiß und enthält nur wenige Borsten, entlang der Mittellinie zieht ein dunkler Streifen. Der Kopf ist vollständig schwarz gefärbt, worauf sich sowohl der deutsche Trivial- als auch der wissenschaftliche Artname bezieht, hier fehlt ein gelblicher Mittelstreifen auf der Stirn, der den Eigentlichen Streifentenrek auszeichnet. Im äußerlichen Erscheinungsbild besteht kein auffälliger Sexualdimorphismus zwischen den Geschlechtern.

### Schädel- und Gebissmerkmale
Der Schädel ist sehr grazil gebaut und besitzt ein lang ausgezogenes Rostrum, das seitlich zudem deutlich einzieht. Der Mittelkieferknochen ist sehr klein, das Nasenbein und das Gaumenbein sind langgestreckt. Wie bei allen Tenreks fehlt ein geschlossener Jochbogen, der vordere Bogenansatz ragt im Vergleich zum Eigentlichen Streifentenrek deutlich weiter nach außen und ist auffallend kürzer. Der Scheitelkamm und der Hinterhauptskamm sind nur schwach entwickelt, das gesamte Hinterhaupt ragt senkrecht auf. Der Unterkiefer wirkt robuster als beim Eigentlichen Streifentenrek, im Gegensatz zu dem hakenförmigen Kronenfortsatz bei diesem weist der des Schwarzkopftenreks eine breite, dreieckige Form auf, der vordere Rand führt zudem steiler aufwärts. Das Gebiss besteht aus 40 Zähnen, die Zahnformel lautet: {\displaystyle {\frac {3.1.3.3}{3.1.3.3}}}. Alle Zähne sind im Vergleich zu anderen Tenreks in ihrer Größe stark reduziert, aber immer noch verhältnismäßig größer als beim Eigentlichen Streifentenrek. Die vorderen Zähne einschließlich der Prämolaren (mit Ausnahme der letzten beiden oberen) werden durch breite Diastemata getrennt, deren Ausdehnung nach hinten zunimmt. Beides, sowohl die geringe Zahngröße als auch die zahlreichen Zahnlücken, wird als Anpassung an die spezifische Ernährungsweise des Schwarzkopftenreks gedeutet. Die ersten beiden oberen Schneidezähne sind etwa gleich groß und hakenförmig nach hinten gebogen, der dritte ist deutlich kleiner. Der obere Eckzahn entspricht den beiden vorderen Schneidezähnen. Im Unterkiefer weisen die Schneidezähne etwa die gleiche Höhe auf und sind schaufelförmig breit. Sie werden vom Eckzahn überragt, der wie der obere hakenförmig gebogen ist. Häufig sind an den Zahnkronen der vorderen Zähne zusätzliche Höcker ausgebildet, die mitunter schwach wirken können. Die Molaren verfügen wie die anderen Tenreks auch über ein zalambdodontes Kauflächenmuster bestehend aus drei Haupthöckern.

## Verbreitung

Verbreitungsgebiet des Schwarzkopftenreks

Der Schwarzkopftenrek kommt endemisch in Madagaskar vor. Sein  Verbreitungsgebiet liegt im zentral- und südöstlichen Hochland des Inselstaates. Die Tiere halten sich hier in mittleren bis höheren Gebirgslagen zwischen 1200 und 2350 m über dem Meer auf. Das Habitat umfasst feuchte primäre und sekundäre Wälder. Als Kulturfolger ist die Art auch häufig in Landwirtschaftsgebieten und Gärten anzutreffen, einzelne Tiere dringen zudem in Siedlungen vor, die vom nächsten Wald weiter entfernt sind. Bedeutende Nachweispunkte finden sich unter anderem in den Waldgebieten von Andranomay in der Provinz Antananarivo und von Ankazomivady in der Provinz Fianarantsoa. Im Andringitra-Gebirge und in den Bergländern um Ivohibe, beide gehören ebenfalls zur Provinz Fianarantsoa, tritt der Schwarzkopftenrek gemeinsam mit dem Eigentlichen Streifentenrek auf. In der Regel besteht ein allopatrisches Verbreitungsverhältnis, da ersterer zumeist höhere Lagen bis oberhalb der Baumgrenze bewohnt, während letzterer Tiefländer bevorzugt. Allerdings konnten beide Arten im Waldgebiet von Mahatsìnjo südöstlich von Tsinjoarivo in der Provinz Antananarivo in 1550 m Höhe in direkter Sympatrie beobachtet werden. Der Schwarzkopftenrek bewohnt hier Primärwälder, Waldränder und Talgründe in Landwirtschaftsflächen.

## Lebensweise

### Territorialverhalten
Der Schwarzkopftenrek ist strikt nachtaktiv mit Aktivitätszeiten zwischen 18.30 und 06.00 Uhr. Der Großteil der Tätigkeiten findet aber in den frühen Nachtstunden statt. Er lebt unterirdisch in selbst gegrabenen Bauen, an das Graben im Erdreich sind die Tiere mit relativ breiten Händen und langen Krallen angepasst. Anhand von 60 untersuchten Unterschlüpfen in der Region von Manandroy nördlich von Fianarantsoa sind die Baue nur rund 7,5 cm tief und etwa 45 cm lang, es bestehen somit nicht so komplexe Tunnelsysteme wie beim Eigentlichen Streifentenrek. Sie liegen häufig an Rändern von Feldern und haben nur einen Eingang, der mit Blättern abgedeckt wird. In dem Bau befindet sich eine einzelne, mit Gras und Blättern ausgelegte Nestkammer. Muttertiere, die Nachwuchs aufziehen, graben möglicherweise tiefere Nester. In den Bauen herrscht ein stabiles Klima mit Temperaturen von 20,5 bis 26,5 °C, dadurch dienen sie wahrscheinlich nicht nur zum Schutz, sondern auch zur Akklimatisierung. Neue Baue werden in der Regel im Jahresverlauf in einem Umkreis von 15 bis 260 m gegraben. An der Erdoberfläche bewegen sich die Tiere im Kreuzgang vorwärts, dabei können sie 1,8 km pro Stunde erreichen. Der Schwarzkopftenrek ist nicht befähigt, zu springen, kann aber auf Bäume klettern und schwimmen. Unter Laborbedingungen erzeugten die Tiere Klickgeräusche mit der Zunge, die vermutlich zur Echoortung in unübersichtlichem Gelände eingesetzt werden. In unbekannten Gebieten orientieren sich die Tiere vor allem mit dem Geruchssinn, sie bewegen sich dann nur langsam vorwärts und schnüffeln beständig am Boden und in der Luft. Zum Komfortverhalten gehören Kratzen und das Bekauen der Nägel, das typische „Gesichtwaschen“ anderer Tenreks mit beiden Vorderpfoten ist weniger stark ritualisiert und wird zumeist nur mit einer Pfote ausgeführt.
Über die Sozialstruktur des Schwarzkopftenreks ist bisher nur wenig bekannt, sie scheint aber nicht so komplex zu sein wie beim Eigentlichen Streifentenrek. Die meisten Tiere wurden bisher einzeln, in Mutter-Jungtier-Gruppen oder als gemischtgeschlechtliches Paar angetroffen, sehr selten waren gleichgeschlechtliche Gruppen. Bei Begegnungen mehrerer gleichgeschlechtlicher Individuen findet ein intensives Beschnüffeln verschiedener Körperteile statt, dem ein offensives oder defensives Verhalten folgt. Verteidigungs- und Drohgebärden bestehen im Aufrichten der Stacheln im Nackenbereich und in auf- und abwärts führenden Kopfbewegungen, durch welche die Tiere versuchen, den Kontrahenten mit den Stacheln zu treffen. Kämpfe werden mit den Vorderbeinen ausgetragen, gelegentlich kommen auch Bisse zum Einsatz. Diese sind aber aufgrund der geringen Zahngrößen wenig effektiv. Ein geöffnetes Maul, das häufig bei Tenreks als Drohgebärde zu beobachten ist, kommt wohl aus ähnlichen Gründen nicht vor. Die einzelnen Individuen markieren die Eingänge ihrer Baue, häufig heben sie an einer bevorzugten Stelle eine Kuhle aus und vergraben dort anschließend ihren Kot mit kickenden Bewegungen der Hinterbeine. Neben dem Geruchssinn erfolgt die innerartliche Kommunikation auch über zahlreiche Lautgebungen. Diese bestehen aus Grunz-, Quietsch- und Zwitscherlauten während Sozialkontakten, ein Knirschen, das bei Bedrohung ausgestoßen wird und ein „putt-putt“-ähnlicher Laut, wenn ein Tier in seinem Nest gestört wird. Hervorzuheben sind die rasselnden Geräusche, die der Schwarzkopftenrek mittels der Stacheln seines Stridulationsorgans hervorruft. Diese erreichen Frequenzen von 2 bis 200 kHz, wobei die Tiere vor allem den niedrigeren Frequenzbereich von 10 bis 15 kHz wahrnehmen. Dies lässt eine Übertragungsdistanz von rund 4 m annehmen. Die Töne dauern mit 7 bis 40 Millisekunden überwiegend sehr kurz an, im Gegensatz zum Eigentlichen Streifentenrek mit seinen längeren Tonsequenzen. Die Stridulation dient wohl ebenfalls der innerartlichen Kommunikation, möglicherweise zwischen den Geschlechtern oder zwischen Mutter- und Jungtieren.

### Ernährung und Energiehaushalt
Der Schwarzkopftenrek ernährt sich vorwiegend von wirbellosen Tieren. Die Hauptnahrung stellen Regenwürmer dar, hier vor allem der Tauwurm, der ungestörte, feuchte Böden bevorzugt. In geringem Maße verzehren die Tiere auch Larven von Käfern, während sie Heuschrecken aber meiden. Zwei untersuchte Mageninhalte aus der Umgebung von Manandroy enthielten neben Regenwürmern untergeordnet auch Spinnen und Erde, letzteres ist als Beifang beim Erbeuten der Regenwürmer aufzufassen. Isotopenuntersuchungen an Individuen aus Tsinjoarivo ergaben einen hohen Stickstoffgehalt, was auf den vermehrten Verzehr von Sekundärkonsumenten hindeutet. Die ebenfalls dokumentierten hohen Kohlenstoffwerte weisen auf die Bevorzugung von Waldrandlagen oder offenem Gelände hin. Die Beute stöbern die Tiere mit der Nase unter Gräsern oder Blätterabfall auf. Sie ergreifen Würmer mit dem Maul und versuchen diese mit Kratzbewegungen mit den Vorderpfoten von Erde zu befreien. Mit Hilfe der Nackenmuskulatur wird der Wurm dann aus der Erde gezogen. Ein Tier kann abhängig von Alter und Gewicht innerhalb eines Zeitraumes von 15 bis 20 Minuten zwischen 4,2 und 13,0 g an Nahrung aufnehmen. Da der Schwarzkopftenrek mehrmals am Tag frisst, vertilgt er so innerhalb von 24 Stunden rund 100 g, was etwa seinem Körpergewicht entspricht. Bemerkenswert bei der Nahrungsaufnahme ist ein gelegentliches Stampfen mit den Füßen auf dem Grund, was möglicherweise die Regenwürmer stimuliert.
Die Körpertemperatur des Schwarzkopftenreks zeigt einen zyklischen Verlauf, der sich täglich und jahreszeitlich an die Umgebungsbedingungen anpasst. Sie liegt vormittags bei Außentemperaturen von 23,0 bis 24,2 °C zwischen 25,0 und 27,4 °C. Bis zum späten Nachmittag, kurz vor Beginn der eigentlichen Aktivitätsphase, erhöht sie sich bei gemessenen Außentemperaturen von 21,3 bis 24,3 °C auf 26,0 bis 31,5 °C. Im Jahresverlauf liegt die Körpertemperatur während des Südsommers von November bis April rund 3,6 °C über den Umgebungsbedingungen, während des Südwinters von Mai bis Oktober beträgt die Differenz nur rund 1,5 °C. In diesem Jahresabschnitt fallen die Tiere auch in einen Torpor, der wesentlich intensiver ausfällt als beim Eigentlichen Streifentenrek, was möglicherweise mit der generell höheren Verbreitung des Schwarzkopftenreks zusammenhängt. Die Stoffwechselrate erreicht durchschnittlich 69 % des Wertes, der für ein ähnlich großes Tier zur erwarten ist. Sie steigt im Südsommer deutlich an und fällt im Südwinter während der Torporphase wieder ab. Der An- und Abstieg entspricht in etwa den Schwankungen der Körpertemperatur während des Jahresverlaufs, die höchsten beziehungsweise niedrigsten Werte liegen im Februar und im Juli oder August vor. Mit ihnen einher gehen auch zyklische Körpergewichtsveränderungen, so haben Tiere im Sommer durchschnittlich ein Gewicht von 154 g, im Winter von 78 g. Allerdings werden hier die Maximal- und Minimalwerte jeweils später erreicht (April und Januar). Die Stoffwechselrate kann in Phasen höheren Stresses, etwa bei der Reproduktion, signifikant ansteigen.

### Fortpflanzung
Die Fortpflanzung des Schwarzkopftenreks ist durch Feld- und Laboruntersuchungen in den 1960er und 1980er Jahren relativ gut untersucht. Sie findet allgemein im Südsommer beziehungsweise in der Regenzeit zwischen November und April statt. Die Paarwerbung ist ritualisiert, das Männchen beschnüffelt das Weibchen von der Nase beginnend am Hinterteil, an den Seiten, hinter den Ohren und am Nacken und besteigt es anschließend. Der Geschlechtsakt dauert bis zu 20 Minuten. Mit 55 bis 63 Tagen ist die Tragzeit relativ lang für kleine Säugetiere, sie entspricht aber der anderer Tenreks. Pro Wurf gebären die Weibchen eins bis acht Jungtiere, in der Regel liegt die Obergrenze aber bei drei bis fünf Neugeborenen. Sie kommen als Nesthocker zur Welt und sind nackt, blind sowie taub, das Geburtsgewicht beträgt durchschnittlich 8,3 g. Die Anfangszeit verbringen sie in einem Nest im Bau. Die Individualentwicklung verläuft außerordentlich schnell. Bereits unmittelbar nach der Geburt können die Jungen krabbeln, Quietschlaute von sich geben und bewegen den Kopf auf der Suche nach den Zitzen hin und her. Innerhalb von 24 Stunden beginnen die ersten Haare und Stacheln zu wachsen. Im Alter von vier Tagen erkunden die Jungen erstmals den Bau, werden aber vom Muttertier beim Verlassen des Unterschlupfes zurückgedrängt. Am fünften Tag bricht der erste Zahn durch. Die Augen und Ohren öffnen sich nach acht bis zehn Tagen, was wesentlich früher ist als bei anderen Tenreks. Ebenso können die Jungen etwa zu diesem Zeitpunkt mit den Stacheln am Hinterleib vibrieren und ihren Rumpf vom Boden heben. Sie verlassen auch erstmals den Bau, wodurch sich die tägliche Fürsorge und die Aufmerksamkeit des Muttertiers vermindert. Allerdings folgen die Jungen dem Muttertier in loser Folge. Die erste feste Nahrung vertilgen Jungtiere im Alter von zwei bis zweieinhalb Wochen, dann graben sie auch Löcher, um den Kot zu verstecken, oder bauen Nester. Die Saugphase endet schätzungsweise nach 18 bis 25 Tagen, Weibchen haben mit 32 Tagen ihren ersten Östrus. Während der Wachstumsphase nimmt ein Junges täglich durchschnittlich 0,71 g an Gewicht zu, nach 40 Tagen bei einer Durchschnittslänge von 14 cm endet sie. Das Vatertier beteiligt sich nicht an der Aufzucht des Nachwuchses. Über die Lebenserwartung in der freien Natur liegen keine Daten vor, einzelne Exemplare überlebten bis zu drei Jahren in menschlicher Gefangenschaft.

### Fressfeinde und Parasiten
Der Schwarzkopftenrek wird hauptsächlich von Madagassischen Raubtieren wie die Fanaloka und die Fossa erbeutet. Bei letzterem Fressfeind wurde bei Untersuchungen von Mageninhalten aus den Hochlagen des Andringitra-Gebirges nur ein geringer Biomasse- und Individuenanteil des Schwarzkopftenreks im Beutespektrum ermittelt, der Wert lag jeweils bei 5 %. Nähert sich ein Feind, richten die Tiere die Stacheln im Nacken auf, bei intensiven Störungen zusätzlich auch die des Hinterleibs. Bedrohte Tiere fliehen oder bewegen den Kopf auf und ab, um den Gegner mit den Stacheln zu treffen. Oft vollführen sie dabei auch Drehbewegungen, die den Eindruck kurzer Hüpfer vermitteln. Als äußere Parasiten sind Flöhe der Gattung Paractenopsyllus, Milben aus den Familien der Gamasidae und Laelapidae, hier unter anderem Andreacarus, sowie Schildzecken belegt. Von einem Individuum des Schwarzkopftenreks aus dem Andringitra-Gebirge konnte das Pestbakterium isoliert werden.

## Systematik
Der Schwarzkopftenrek ist eine Art aus der Gattung der Streifentenreks (Hemicentetes), zu der zusätzlich noch der Eigentliche Streifentenrek (Hemicentetes semispinosus) gezählt wird. Die Streifentenreks wiederum gehören zur Familie der Tenreks (Tenrecidae) innerhalb derer sie zu den Igeltenreks (Tenrecinae) gestellt werden, einer der drei Hauptlinien der Tenreks. Die Igeltenreks sind durch ein stacheliges Haarkleid charakterisiert, was ihnen ein igelartiges Erscheinungsbild verleiht, allerdings haben sie einen deutlich kürzeren Schwanz. Für die Streifentenreks ist ihr markantes Fellmuster sowie das Stridulationsorgan am Hinterleib kennzeichnend. Gemäß molekulargenetischen Untersuchungen stellt der Große Tenrek (Tenrec) den nächsten Verwandten dar. Während sich die Tenrecinae bereits im Oberen Eozän vor rund 35 Millionen Jahren von den übrigen Entwicklungslinien der Tenreks abgespalten hatten, trennten sich die Gattungen Tenrec und Hemicentetes im Mittleren Miozän vor rund 16 Millionen Jahren. Die Aufsplittung der Gattung Hemicentetes in die beiden heutigen Arten ereignete sich im Pliozän vor etwa 4,75 Millionen Jahren.
Die wissenschaftliche Erstbeschreibung des Schwarzkopftenreks stammt von Albert Günther und wurde von ihm im Jahr 1875 verfasst. Günther berief sich dabei auf mehrere ausgewachsene und junge Individuen, die möglicherweise aus der Nähe von Fianarantsoa stammen (Günther bezeichnete den Fundort mit „Fienrentova“). Einen Holotypen legte er nicht fest, die Durchschnittslänge der Tiere gab er mit 17,8 cm an, zudem bemerkte er, dass bei einem Tier die weißliche Streifenfarbe durch eine eher rosascheinende ersetzt war. Die beiden Arten der Streifentenreks lassen sich äußerlich durch die andersartige Fellfärbung unterscheiden. Bereits im Jahr 1883 legte George Edward Dobson evidente Skelettmerkmale vor, anhand derer die beiden Arten differenziert werden können. Dem folgte im Jahr 1941 Percy M. Butler mit Studien zum Schädel und Gebiss der Streifentenreks. Trotzdem wurde in den 1970er Jahren beginnend der Schwarzkopftenrek teilweise als Unterart des Eigentlichen Streifentenreks aufgefasst. Andere Forscher wie Henri Heim de Balsac oder John F. Eisenberg und Edwin Gould sahen hingegen im gleichen Zeitraum beide Formen als getrennte Arten an. Die Entdeckung des sympatrischen Auftretens der beiden Streifentenrekvertreter bei Tsinjoarivo in der Provinz Antananarivo Ende der 1990er Jahre bestärkte diese Ansicht. Von Fredericus Anna Jentink stammt die Beschreibung der Art Hemicentetes buffoni, die er 1879 veröffentlichte. Jentink bezog sich dabei auf ein ausgewachsenes Individuum von ungenannter Herkunft. Das Artepitheton ist eine Referenz auf Georges-Louis Leclerc de Buffon, der in zwei 1776 und 1789 veröffentlichten Zusatzbänden seines Werk Histoire naturelle, générale et particulière gestreifte Tenreks abgebildet hatte. Diese stellten aufgrund ihrer Größe offensichtlich Jungtiere dar, Jentink war jedoch der Meinung, dass es sich zumindest bei der zweiten Abbildung um ein jüngeres Exemplar seiner neu beschriebenen Art handelt (junge Individuen des Großen Tenreks sind allerdings gestreift). In der Regel wird heute Hemicentetes buffoni als Synonym von Hemicentetes nigriceps betrachtet.

## Bedrohung und Schutz
Für den Bestand der Art liegen keine nennenswerten Bedrohungen vor. Die Inselbevölkerung fängt den Streifentenrek gelegentlich des Fleisches wegen. Im Verbreitungsgebiet liegen zwei Schutzgebiete, der Nationalpark Andringitra und der Nationalpark Ranomafana, zudem toleriert die Art anthropogene Landschaftsveränderungen. Die IUCN listet den Schwarzkopftenrek daher als „nicht gefährdet“ (least concern).
In Deutschland wird der Schwarzkopftenrek im Tierpark Donnersberg in Rockenhausen gehalten, darüber hinaus gibt es seit 2012 ein Zuchtprogramm am Sparsholt College in Sparsholt in England.